# Église San Samuele
San Samuele est une église catholique de Venise, en Italie.

## Description
San Samuele est située dans le sestiere de San Marco, sur le Campo San Samuele, près des palais Grassi et Malipiero.
Elle est dédiée au prophète biblique Samuel et elle contient des reliques qui lui sont traditionnellement attribuées. San Samuele est l'une des rares églises vénitiennes dédiées à un prophète de l'Ancien Testament plutôt qu'à un saint catholique.
Malgré la restructuration de la nef et de la façade en 1685, l'abside de style gothique tardif est resté intact. Les murs et les voûtes de cette abside ont été restaurées à partir de 1999 et possède l'un des seuls cycles de fresques conservés du début de la Renaissance vénitienne. Le cycle décrit huit sibylles, prophétesses grecques et romaines qui auraient prédit des événements de la vie du Christ, comme l'Annonciation, la Crucifixion ou la Résurrection. Le plafond met en scène les saints Jérôme, Augustin, Ambroise et Grégoire, les quatre pères de l'Église d'Occident. Au-dessus de l'autel, les fresques représentent le Christ et les quatre Évangélistes. Le cycle est traditionnellement attribué à l'école padouane ou bolonaise.
Un crucifix du XIVe siècle attribué à Paolo Veneziano est placé au-dessus de l'autel.

## Historique
L'église San Samuele est construite vers 1000 par les familles Boldù et Soranzo. Elle est détruite au début du XIIe siècle par deux incendies, puis reconstruite. Elle est à nouveau rebâtie presque entièrement en 1685. Le portique de la façade, désormais fermé, est surmonté par une loggia ajoutée en 1952.

## Lieu de tournage
En 2015, une équipe de l'émission Secrets d'Histoire a tourné plusieurs séquences dans l'église dans le cadre d'un numéro consacré à Giacomo Casanova, intitulé Casanova, l'amour à Venise, diffusé le 20 octobre 2015 sur France 2.

## Photographies

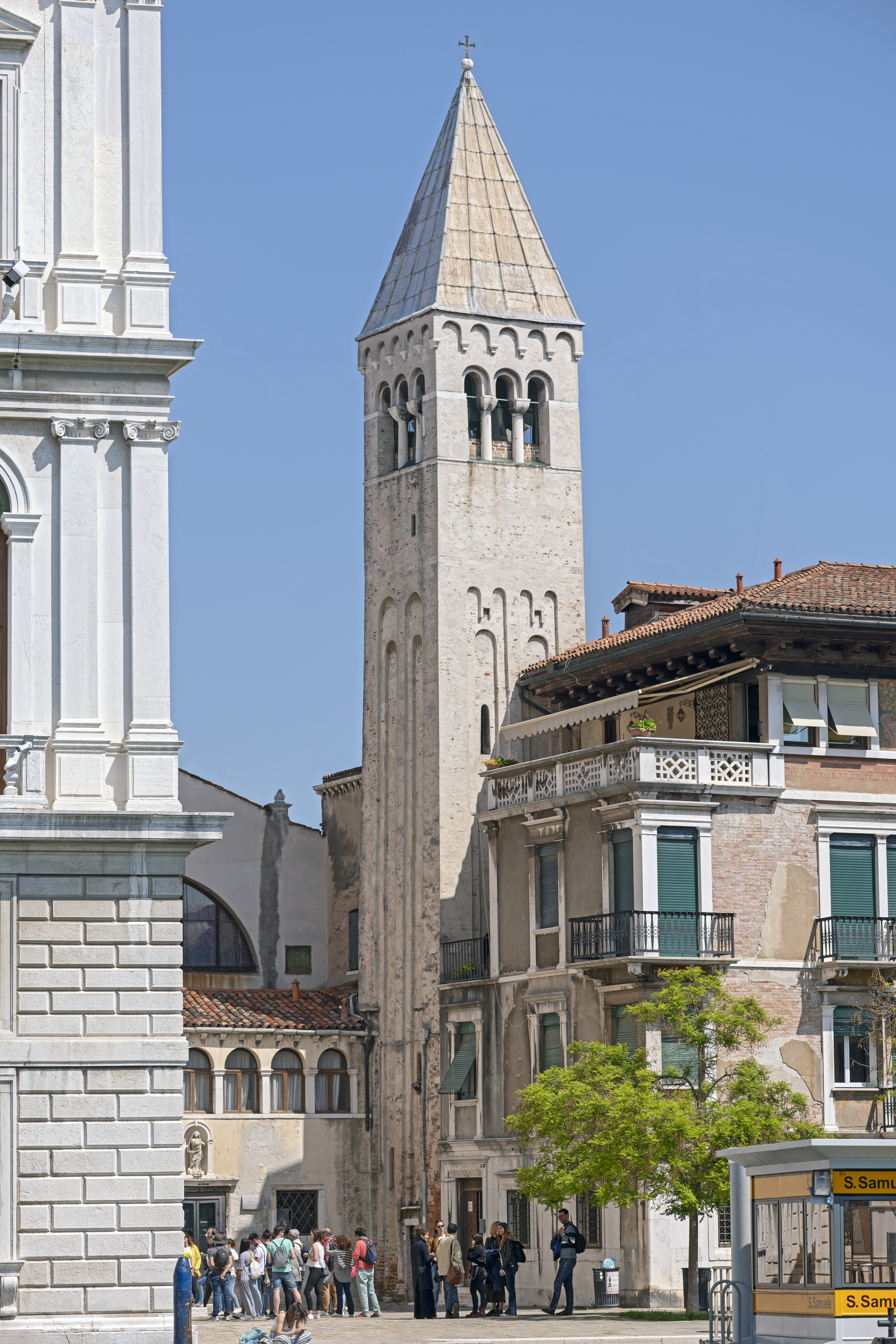
Le campanile de San Samuele.
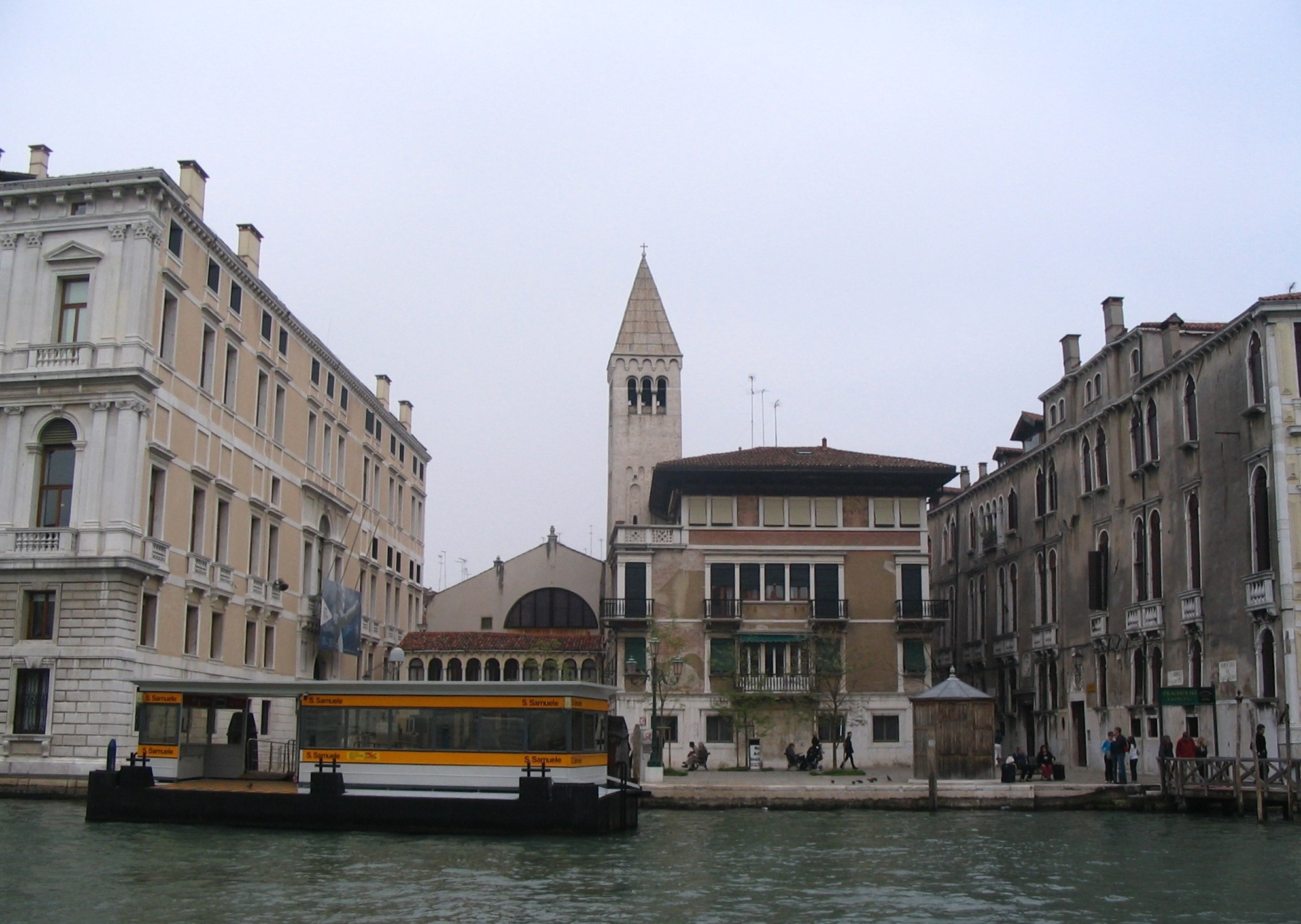
Vue de l'église San Samuele depuis le Grand Canal